# Protaxis
Protaxis är ett släkte av skalbaggar. Protaxis ingår i familjen långhorningar.
Kladogram enligt Catalogue of Life:
| Protaxis | \| \| Protaxis bicoloripes \| \| \| \| \| \| Protaxis fulvescens \| \| \| \| \| \| Protaxis incisipennis \| \| \| \| |
|          | \| \| Protaxis bicoloripes \| \| \| \| \| \| Protaxis fulvescens \| \| \| \| \| \| Protaxis incisipennis \| \| \| \| |
|          | Protaxis bicoloripes                                                                                                 |
|          | |
|          | Protaxis fulvescens                                                                                                  |
|          | |
|          | Protaxis incisipennis                                                                                                |
|          | |